# Bulkauto

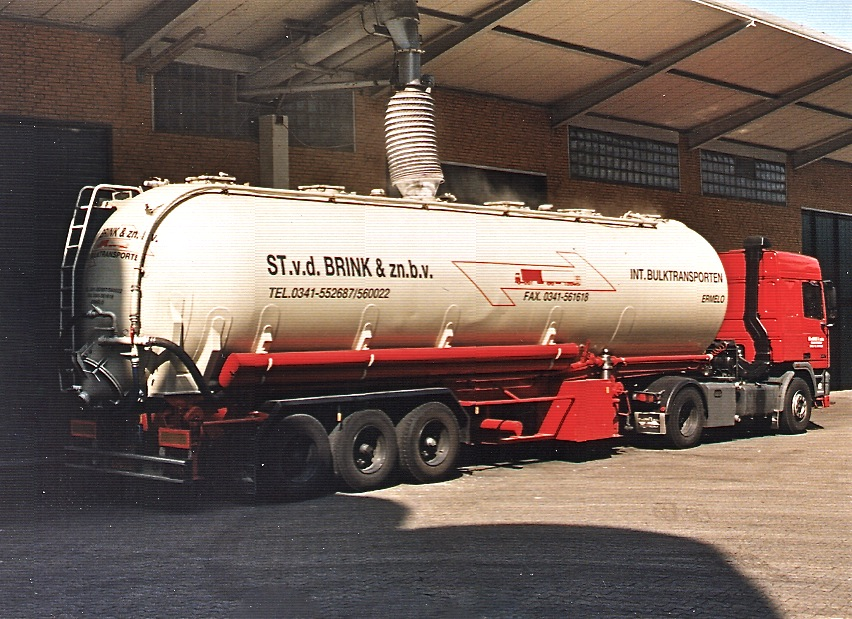
DAF 95 trekker met 54 m³, achterlosser, bulkoplegger. Let op het grote mangat aan de achterzijde met in het midden de losopening.

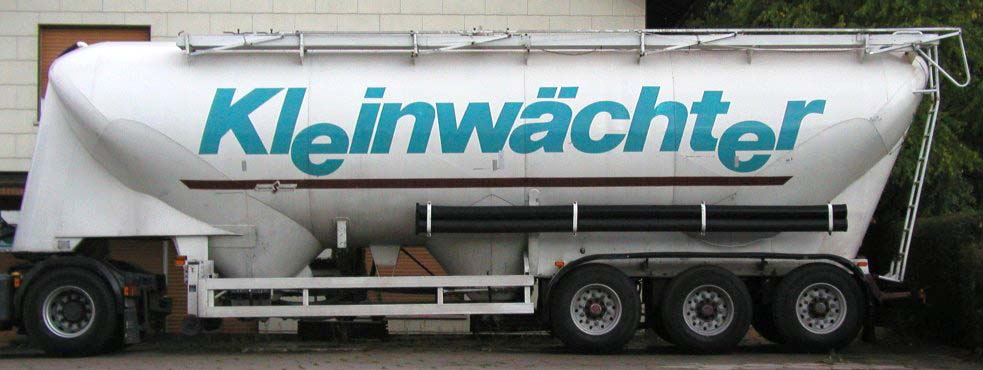
Onderlosser.

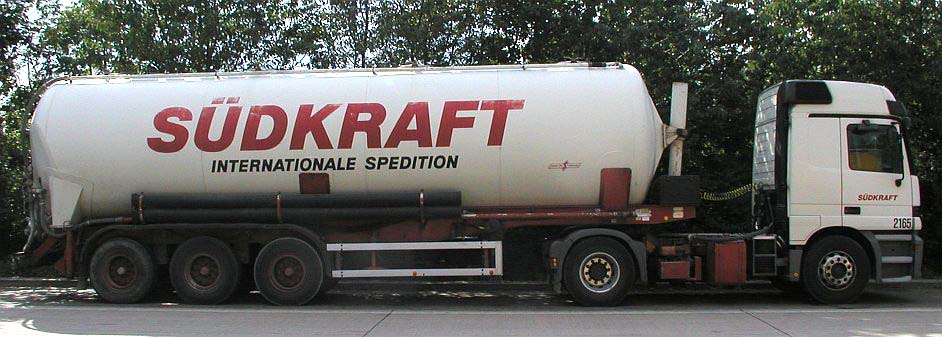
Achterlosser. Let op de telescopische hefcilinder aan de voorzijde van de tank.

Een bulkauto is een vrachtwagen met of zonder aanhangwagen of een vrachtwagen voorzien van een koppelschotel met een oplegger die bedoeld is voor het vervoer van stort- of bulkgoed zoals:
- Weipoeder
- Melkpoeder
- Lactosepoeder
- Kristalsuiker
- Diermeel
- (Kunststof)granulaat
- Pvc-poeder

Dit is slechts een selectie uit de meest voorkomende ladingen. In principe kan elke stof of product dat "weggeblazen" door middel van perslucht - of los gestort kan worden met een bulkoplegger/wagen vervoerd worden.

## Typen
Grofweg kunnen we een onderscheid maken tussen twee typen:

### Met laadbak
Voertuigen met een open of met een zeil afgedekte laadbak, die meestal gelost worden door middel van kiepen.

### Met tank
Voertuigen met een gesloten opbouw in tankvorm die met behulp van overdruk worden gelost. Deze voertuigen worden ook wel "Silo-opleggers" genoemd.
Dit type met tankvorm is vervolgens weer onder te verdelen in drie soorten:

#### Onderlosser

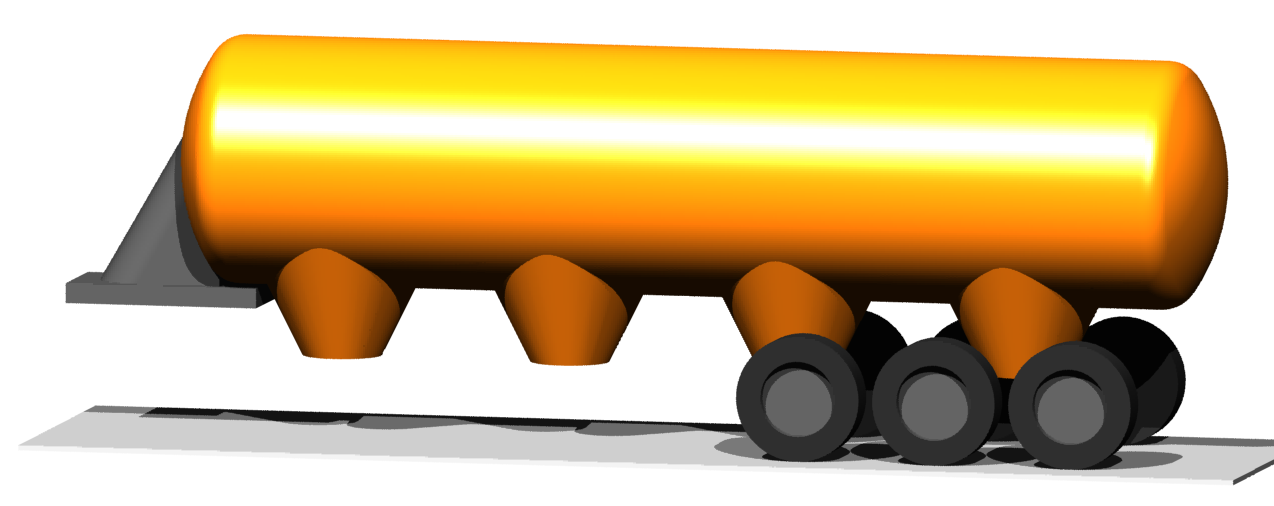
Onderlosser oplegger. (schematisch)

De onderlosser is voorzien van een tank die is onderverdeeld in meerdere compartimenten met elk hun eigen losopening aan de onderzijde van het compartiment waardoor, zoals de naam al zegt, aan de onderzijde wordt gelost met overdruk. De tank kan niet - en hoeft ook niet te worden gekiept en wordt meestal gebruikt voor aflevering van veevoer producten in pelletvorm aan de eindgebruikers in de agrarische sector. Het voordeel van meerdere compartimenten is, dat met één rit verschillende producten tegelijk vervoerd kunnen worden.

#### Achterlosser

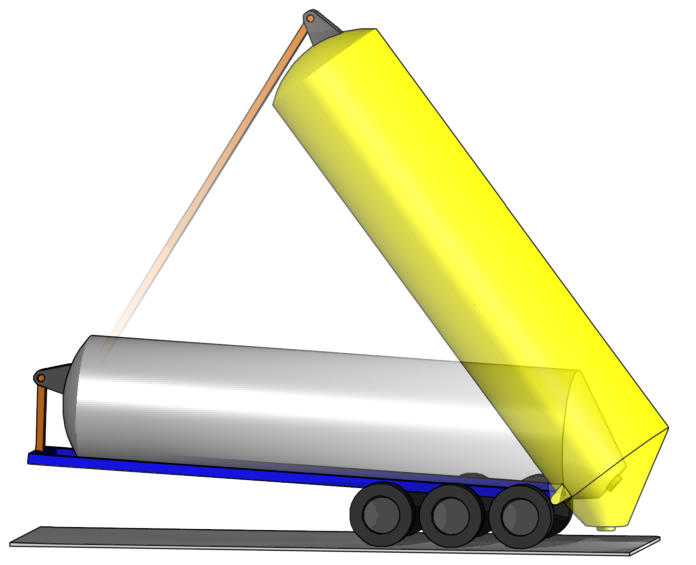
Achterlosser in rij- en kiepstand. (schematisch)

Dit zijn meestal opleggers, omdat deze gezien hun bouw het makkelijkst te lossen zijn. Motorwagens met aanhanger, (z.g. combinaties) die voorzien zijn van dit type bulktank, komen zelden voor. Achterlossers worden gelost onder overdruk via één losopening aan de achterzijde en de tank kiept in zijn geheel omhoog.

#### Combinatie van beide

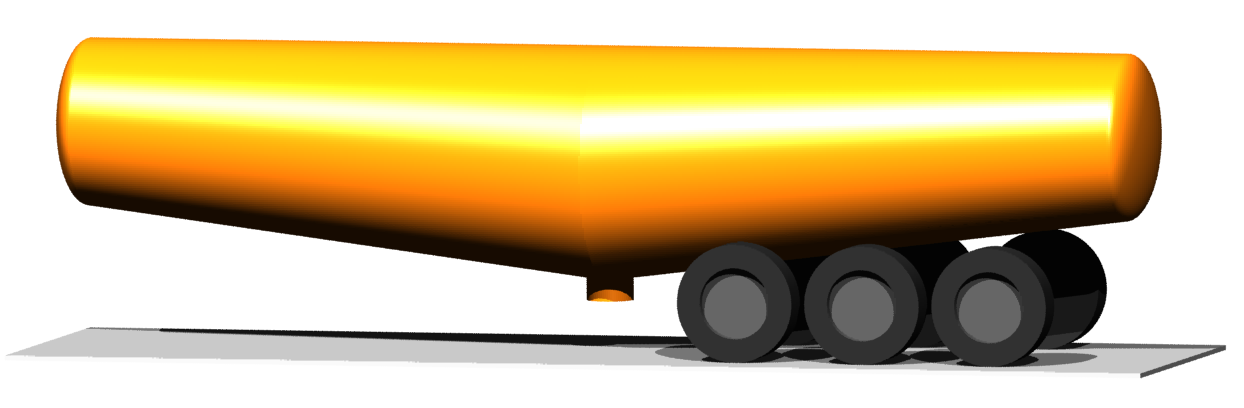
"Banaan-vormige bulktank". (schematisch)

Ook wel "banaanoplegger", zo genoemd naar zijn uiterlijk. Dit is een combinatie van beide bovenstaande. Het is een onderlosser met maar één compartiment en is niet opkiepbaar. Wordt meestal gebruikt voor het vervoer van cement.

## De bulktank
De inhoud van bulktanks kan variëren van ± 35 tot 60 m³. Heel zelden komt men grotere tanks tegen die worden gebruikt voor producten met een groot volume en een gering soortelijk gewicht.
Het materiaal waar de tanks van gebouwd worden is meestal aluminium, dit geeft een gewichtsvoordeel. De gemiddelde wanddikte is 5 mm.
 In sommige zeldzame gevallen zijn tanks in staal uitgevoerd. Sinds kort wordt er ook geëxperimenteerd met tanks vervaardigd uit kunststof, die een aanzienlijke gewichtbesparing teweegbrengen maar deze vinden vooralsnog geen veelgebruikte toepassing.
 Voor vervoer van bulkgoederen overzee worden bulktanks in een frame gebouwd dat de standaardafmetingen heeft van een 20', 40' of 45' container. Deze frame/tank combinatie wordt voor het vervoer over de weg geplaatst op een containerchassis dat een kiep-inrichting heeft zodat het lossen op dezelfde manier kan geschieden als bij een conventionele achterlosser. ( zie: deelonderwerp: ontladen)
Tankwagens voor vloeistoffen zijn vaak thermisch geïsoleerd en aan de buitenzijde bekleed met spiegelende RVS bekleding. Bij bulktanks komt dit zelden voor en is gezien de gecompliceerde vorm ook niet eenvoudig.
Voor sommige (chemische) producten kunnen bulktanks aan de binnenzijde voorzien zijn van een speciale coating om (chemische) reactie tussen het product en het materiaal van de tank te voorkomen.
De bulktank is voorzien van een ladder en een loopbrug, voorzien van een neerklapbare veiligheidsrailing, over de gehele lengte van het voertuig om de vulopeningen c.q. mangaten van ± 50 cm ø te bereiken. De vulopeningen hebben, deksels met rubberen afsluitringen. Deze worden met schroefknevels aangedraaid om een luchtdichte sluiting te waarborgen.
De tank wordt onder druk gebracht door een compressor. (zie deelonderwerp "trekker" hieronder)
 Hiertoe is langs de gehele lengte van het opleggerchassis een luchtleiding aangebracht tot aan de scharnierpunten van de tank aan de achterzijde. Vanaf hier is deze leiding, via een flexibele slang, gekoppeld aan een verdeelstuk dat achter op de tank gemonteerd is.
 Dit verdeelstuk heeft drie uitgangen die elk voorzien zijn van kogelkranen
 Vanaf de ene uitgang loopt er een leiding, over de volle lengte, aan de bovenkant van de tank naar voren en is daar aangesloten op de tank. De lucht welke door deze leiding gevoerd wordt noemt men "bovenlucht".
Een tweede slang loopt vanaf het verdeelstuk naar de "losbocht". De lucht die door deze slang gaat noemen we "onderlucht".
 Ten slotte voert er een derde slang naar het kegelvormige deksel dat de tank aan de achter-onderzijde afsluit. Lucht die door deze slang geblazen wordt noemen we "woellucht".  (voor de toepassing en verklaring van de termen zie: deelonderwerp: ontladen)

## Het opleggerchassis
Ofwel de oplegger, of anders de trekker, is voorzien van een elektrisch-hydraulisch systeem waarmee een hydraulische telescoopcilinder in werking gesteld wordt om de tank tot ongeveer 50° ten opzichte van het opleggerchassis op te kunnen kiepen. De tank is hiertoe aan de achterzijde scharnierend met het chassis van de oplegger verbonden. Aan de achterzijde van de oplegger zijn uitdraaibare steunpoten gemonteerd om stabiliteit te geven tijdens het kiepen.

## De trekker
Deze is voorzien van een, door een PTO aangedreven compressor die perslucht genereert, waarmee de tank, of bij onderlossers de compartimenten, onder druk gezet kan/kunnen worden ten behoeve van het lossen. Hiervoor wordt, voor het lossen begint, een flexibele slang aangesloten tussen de trekker en oplegger.

## Het beladen
Beladen van deze opleggers geschiedt via een aantal mangaten aan de bovenzijde. Meestal wordt het voertuig hiertoe onder een silo gereden waarna de lading, onder invloed van de zwaartekracht in het voertuig stroomt. Het voertuig dient, afhankelijk van de aard van het product, meerdere malen verplaatst te worden zodat er via verschillende mangaten geladen kan worden en het product gelijkmatig verdeeld wordt. Het is ook mogelijk het voertuig onder druk vol te persen maar dit komt minder vaak voor. Er dient dan een redelijk gecompliceerde stofafzuiging plaats te hebben omdat met de lucht die uit de tank dient te stromen veel stof (van het product) meegevoerd wordt.
Sommige bulkauto's kunnen zichzelf volzuigen. Er wordt in de tank een onderdruk gecreëerd waarna via een slang het product in de tank gezogen wordt. Om te bepalen hoeveel tonnen gewicht aan product geladen is wordt in de regel gebruikgemaakt van een weegbrug.

## Het ontladen
Het lossen, zoals dit ook wordt genoemd, kan op twee manieren;

#### Met behulp van zwaartekracht
In dit geval is het mogelijk om aan de achter- onderzijde van de tank een (groot ± 100 cm ø) mangat te openen, waarna de tank gekiept wordt op de losplaats en het product uit de tank stroomt. Bij deze methode is het belangrijk om het voorste mangat aan de bovenzijde van de tank te openen om de tank te beluchten. Doordat het lossen op deze manier op een vrijwel niet te controleren wijze plaatsvindt, kan er boven het product in de tank een vacuüm ontstaan waardoor de tank kan imploderen.

#### Met behulp van overdruk
Dit is de voor deze voertuigen geëigende methode. Het voertuig is namelijk ontworpen om silo's bij productiebedrijven van bovenaf vol te "blazen". De hieronder beschreven methode is gelijk voor achter-, zowel onderlossers met voor de onderlossers de volgende verschillen:
- Uitdraaien van de steunpoten (niet noodzakelijk)
- Het opkiepen van de tank, (niet mogelijk)
- De uitstroomopeningen zijn onder elk van de compartimenten van de tank geplaatst, er zijn dus meerdere uitstroomopeningen met elk zijn eigen kraan.

Na het uitdraaien van de steunpoten aan de achterzijde wordt de tank half omhoog gekiept, zodat boven de lading een ruimte ontstaat. Vervolgens wordt, met behulp van de compressor, door de "bovenlucht" leiding, de ontstane ruimte en dus ook het product, onder een overdruk van 2- tot 2,5 bar gebracht.
Achteronder de tank, bevindt zich het bovengenoemde mangat dat wordt afgesloten met een kegelvormig deksel. In het midden hiervan bevindt zich een uitstroomopening van ± 10 cm ø, die is voorzien van een loskraan met vlinderklep. Aan deze opening wordt een zo genoemde "losbocht" geschroefd die op zijn beurt via een ± 10 cm ø slang verbonden is met de vulpijp van de silo waarin gelost wordt. Deze losbocht maakt ten opzichte van de loskraan een afgeronde bocht van 90° en is voorzien van een kijkopening van doorzichtig kunststof almede een aansluiting voor een ± 5 cm ø dikke luchtslang voor het toedienen van "onderlucht". Wanneer de gewenste druk in de tank bereikt is wordt handmatig de vlinderklep gelijkmatig geopend en het product zal, als gevolg van de overdruk in de tank de vulpijp van de silo instromen.
Bij producten met een hoog soortelijk gewicht kan dit moeizaam verlopen en in dat geval is het mogelijk om met de voorgenoemde 5 cm ø luchtslang "onderlucht" in de losbocht te blazen zodat het product beter stroomt als gevolg van de extra druk richting silo. Ook komt het bij sommige producten voor dat het product "samenpakt" tegen de bodem van de tank, als gevolg van het gewicht van de kolom in de opgekiepte tank. Als oplossing wordt dan tussen het deksel en het product rondom extra lucht geblazen via de "woelluchtleiding" om het product ter plaatse "los te woelen". Naarmate er minder product in de tank resteert wordt de tank verder omhoog gekiept. Het verloop van het lossen kan via de kijkopening in de losbocht visueel gecontroleerd worden.
Het lossen van een dergelijk voertuig op deze manier is geen eenvoudige handeling en vraagt ervaring en inzicht. Er moet, afhankelijk van het soort product, een goede verdeling zijn van de bovenlucht, de onderlucht en de eventuele woellucht. Ook de stand van de loskraan is hierbij van invloed; als er te weinig product met de lucht meegevoerd wordt, zakt de bovenluchtdruk in de tank te snel en stopt het lossen als gevolg van een te lage druk. Zelfs de mate van het kiepen van de tank kan invloed hebben op het lossen.
Op het moment dat er geen product door het kijkglas stroomt of de tank leeg is wordt onmiddellijk de kraan gesloten om te voorkomen dat de, in de tank aanwezige lucht, (ongeveer 35 tot 60 m³ afhankelijk van de uitvoering) in de silo geblazen zou worden, met een grote stofontwikkeling tot gevolg. Nadat de tank is teruggekiept, wordt de aanwezige overdruk via een op de tank gemonteerde kogelkraan "afgeblazen".

## Reinigen
Bij het vervoeren van verschillende ladingen na elkaar wordt de tank in gespecialiseerde inrichtingen tussentijds gereinigd, om vermenging of verontreiniging van de lading te voorkomen. Dit noemen we "spoelen" en de plaats waar dit gebeurt een spoelstation. Het drogen van de tank na natte reiniging is uitermate belangrijk omdat lading vervoerd in een vochtige tank moeilijk te lossen is. Na reiniging wordt een reinigingscertificaat uitgegeven en bij opnieuw beladen dient de chauffeur dit te tonen. Soms is reinigen bij laden van verschillende producten na elkaar niet noodzakelijk: als eerst een product als bijvoorbeeld melkpoeder vervoerd is en daarna weipoeder geladen zou worden is er geen reden de tank te spoelen. In sommige gevallen is het voldoende om de tank uit te vegen; de chauffeur kan hiervoor via de mangaten in de tank komen.
Sommige bulkauto's zijn speciaal voor het vervoer van levensmiddelenproducten of grondstoffen voor de vervaardiging hiervan. De bulktank moet dan voorzien zijn van een vermelding: "Alleen voor levensmiddelen" / "Nur für Lebensmittel" / "Foodstuffs only" (op de tank onuitwisbaar aangebracht) en mogen alleen daarvoor worden gebruikt.